# 小玉治行
小玉 治行（こだま はるゆき、1900年（明治33年）9月12日 - 1972年（昭和47年）5月8日）は、大正末から昭和期の裁判官、弁護士、政治家。衆議院議員。

## 経歴
大分県大野郡犬飼村石井（犬飼町石井を経て現豊後大野市）で小玉土五郎の二男として生まれる。小学校卒業後、家業を手伝い講義録で独学し、1921年（大正10年）専検に合格。1922年（大正11年）中央大学法学科に入学して特待生となり、1924年（大正13年）首席で卒業して特別賞を受けた。
1924年、高等試験司法科試験に合格。裁判所書記兼司法属を経て、1925年（大正14年）司法官試補に任官し、1926年（大正15年）長崎地方裁判所判事に発令された。その後、飯塚、一の宮、盛岡、千葉で勤務し、東京控訴院判事、東京刑事司法裁判所部長を経て、1947年（昭和22年）大審院判事に就任。ほどなく退官して弁護士を開業した。
1947年4月の第23回衆議院議員総選挙に大分県第1区から日本自由党所属で出馬して落選。1949年（昭和24年）1月の第24回総選挙に民主自由党公認で出馬して当選し、衆議院議員に1期在任した。この間、衆議院法務委員会委員、同地方行政委員会委員などを務めた。その後、第25回、第26回、第28回総選挙に立候補したがいずれも落選した。
その他、自由民主党法律顧問、同党法律相談部長などを務めた。